# Constantin Florescu
Constantin Florescu (n. secolul al XIX-lea – d. octombrie 1942, București, România) a fost un general de intendență român care a îndeplinit funcția de primar al municipiului București (29 noiembrie 1941 - octombrie 1942).

## Biografie
Generalul în rezervă Constantin Florescu a fost numit pe 29 noiembrie 1941 în funcția de primar al municipiului București în locul generalului în rezervă Rodrig Modreanu, demisionat.